# Hollywood’s Bleeding
A Hollywood’s Bleeding Post Malone amerikai énekes és rapper harmadik stúdióalbuma. 2019. szeptember 6-án jelent meg, a Republic Records kiadón keresztül. Az albumon közreműködött DaBaby, Future, Halsey, Meek Mill, Lil Baby, Ozzy Osbourne, Travis Scott, SZA, Swae Lee és Young Thug. A produceri munkát többek között Louis Bell, Andrew Watt, BloodPop, Brian Lee, Carter Lang, DJ Dahi, Emile Haynie, Frank Dukes és Malone végezte.
A Hollywood’s Bleedinget méltatták a zenekritikusok és a Billboard 200 első helyén debütált. Malone második listavezető lemeze volt és hat kislemez jelent meg róla: a Wow, a Goodbyes, a Circles, az Enemies, az Allergic és a Take What You Want. Az első három kislemez második, harmadik, illetve első helyet ért el a Billboard Hot 100-on. A lemezen szerepelt ezek mellett a szintén listavezető Sunflower, amit a Pókember: Irány a Pókverzum! filmzenéjeként adott ki Swae Lee-vel. A 2021-es Grammy-gálán jelölték az Év albuma díjra.

## Háttér
2018. június 5-én, hat héttel második albuma, a Beerbongs & Bentleys megjelenése után megjelentek cikkek, amik szerint Post Malone már elkezdett dolgozni harmadik lemezén. Ugyanezen év novemberében Malone bejelentette, hogy „megpróbál kiadni egy új projektet” az év vége előtt, de csak a Wow című kislemez jelent meg 2018-ban. 2019. július 28-án Malone megosztotta, hogy befejezte a harmadik album felvételeit és közel ált a lemez kiadásához.
Az album népszerűsítésére Malone bejelentette, hogy turnézni fog Swae Lee-vel és Tyla Yaweh-vel nyitóelőadóként. A turné neve Runaway Tour volt és 2019. szeptember 14-én kezdődött Tacomában, majd 2020. március 12-én Denverben ért véget, az utolsó nagy beltéri koncerten a Covid19-pandémia kezdete előtt.

## Kritikák
A Hollywood’s Bleedinget méltatták a zenekritikusok. A Metacritic weboldalon, ami 100 pontból ad egy, a szakértők kritikái alapján átlagolt pontszámot, 79-et kapott az album, 10 kritika alapján. A hasonlóan működő AnyDecentMusic? 6,9 pontot adott neki tízből.
Danny Wright (NME) méltatta az albumot, azt írva, hogy Post Malone „képes különböző műfajokból tudatosan válogatni [...] De Post Malone a sztár, akire a gyerekek vártak, az internet-korszak zenésze; egy bolondos kaméleon, aki tudat alatti képességgel rendelkezik és megérti hogyan lehet műfajokat keverni. Ezeket az albumokat úgy készítette el, mint egy lejátszási lista, ami tökéletesen váltogat műfajok között.” A. D. Amorosi (Variety) szerint az album „country, rock, hiphop és modern soul” keveréke és Malone „egy trap-pop” hangzást ad a lemeznek. Neil Z. Yeung (AllMusic) azt mondta, hogy az album „jobb kivitelezésű, mint korábbi munkái és kétségtelenül fülbemászó, a Hollywood’s Bleeding nagy előrelépés a szupersztárnak, egy lépés, ami nem áldozza fel azokat az elemeket, amik egy sikeres slágergyárrá tették, de egyre inkább a pop felé irányítja magát, ahova igazán tartozik.” Mikael Wood (Los Angeles Times) kijelentette, hogy „a Stoney-val és Beerbongs & Bentleys-zel ellentétben, ez az album úgy érződik, mint amit diszkrét stilisztikai gyakorlattal hoztak létre, és nem a rap, rock és country masszája.” Nick Catucci (Rolling Stone) véleménye szerint „Post Malone legalább annyira egy kurátor, mint zenész és a tíz közreműködés közül egyik sincs rossz helyre elhelyezve.”
Dan Weiss (Consequence) szerint a „Hollywood’s Bleeding könnyen Post Malone leghallgathatóbb munkája és lehet 2019 legfülbemászóbb albuma lesz, Taylor Swiftet beleértve.” Daniel Spielberger (HipHopDX) azt mondta, hogy „Néhány megkérdőjelezhető közreműködésen kívül, semmi se rossz a Hollywood's Bleedinggel. Malone biztosra megy és arra játszik, hogy a streaming algoritmusok ismét megajándékozzák.” Jason Greene (Pitchfork) véleménye az albumról az volt, hogy „Mikor nem vesztegeti idejét azzal, hogy dühöngjön, meglepően sokoldalúnak bizonyítja magát. Sok a vendég a Hollywood’s Bleedingen és mind érdekeltnek hangzanak.”

## Díjak és ranglisták

### Díjak és elismerések
| Év   | Díjátadó               | Kategória                   | Eredmény | For.   |
| ---- | ---------------------- | --------------------------- | -------- | ------ |
| 2019 | American Music Awards  | Kedvenc Album – Rap/Hiphop  | Elnyerte | [ 18 ] |
| 2020 | Billboard Music Awards | Legjobb Billboard 200-album | Jelölve  | [ 19 ] |
| 2020 | Billboard Music Awards | Legjobb rapalbum            | Elnyerte | [ 19 ] |
| 2020 | Juno Awards            | Az év nemzetközi albuma     | Jelölve  | [ 20 ] |
| 2021 | 63. Grammy-gála        | Az év albuma                | Jelölve  | [ 21 ] |

### Ranglisták
| Magazin       | Lista neve                   | Helyezés | For.   |
| ------------- | ---------------------------- | -------- | ------ |
| Billboard     | 2019 50 legjobb albuma       | 13       | [ 22 ] |
| Complex       | 2019 legjobb albumai         | 46       | [ 23 ] |
| NME           | Az 50 legjobb album 2019-ben | 20       | [ 24 ] |
| Rolling Stone | 2019 50 legjobb albuma       | 47       | [ 25 ] |
| Uproxx        | A legjobb albumok 2019-ben   | 41       | [ 26 ] |

## Számlista
| Hollywood’s Bleeding | Hollywood’s Bleeding                                                | Hollywood’s Bleeding                                                               | Hollywood’s Bleeding          | Hollywood’s Bleeding | Hollywood’s Bleeding | Hollywood’s Bleeding | Hollywood’s Bleeding | Hollywood’s Bleeding | Hollywood’s Bleeding |
|                      | Cím                                                                 | Szerző(k)                                                                          | Producer(ek)                  | Hossz                |                      |                      |                      |                      |                      |
| -------------------- | ------------------------------------------------------------------- | ---------------------------------------------------------------------------------- | ----------------------------- | -------------------- | -------------------- | -------------------- | -------------------- | -------------------- | -------------------- |
| 1.                   | Hollywood’s Bleeding                                                | Austin Post Louis Bell Brian Lee Billy Walsh Carter Lang                           | Bell Lee                      | 2:36                 |                      |                      |                      |                      |                      |
| 2.                   | Saint-Tropez                                                        | Post Adam Feeney Jahaan Sweet Paimon Jahanbin Nima Jahanbin Bell Walsh             | Frank Dukes Sweet Wallis Lane | 2:30                 |                      |                      |                      |                      |                      |
| 3.                   | Enemies (DaBaby közreműködésével)                                   | Post Jonathan Kirk Bell Walsh                                                      | Bell                          | 3:16                 |                      |                      |                      |                      |                      |
| 4.                   | Allergic                                                            | Post Bell Lee Walsh                                                                | Bell Lee                      | 2:36                 |                      |                      |                      |                      |                      |
| 5.                   | A Thousand Bad Times                                                | Post Bell Feeney Walsh Kaan Güneşberk                                              | Bell Frank Dukes              | 3:41                 |                      |                      |                      |                      |                      |
| 6.                   | Circles                                                             | Post Bell Feeney Walsh Gunesberk                                                   | Bell Post Malone Frank Dukes  | 3:34                 |                      |                      |                      |                      |                      |
| 7.                   | Die for Me (Future és Halsey közreműködésével)                      | Post Nayvadius Wilburn Ashley Frangipane Bell Andrew Watt Nathan Perez Walsh       | Bell Happy Perez Watt         | 4:05                 |                      |                      |                      |                      |                      |
| 8.                   | On the Road (Meek Mill és Lil Baby közreműködésével)                | Post Robert Williams Dominique Jones Bell Nicholas Mira Walsh Tavoris Hollins, Jr. | Bell Nick Mira                | 3:38                 |                      |                      |                      |                      |                      |
| 9.                   | Take What You Want (Ozzy Osbourne és Travis Scott közreműködésével) | Post John Osbourne Jacques Webster II Bell Watt Walsh                              | Bell Watt                     | 3:49                 |                      |                      |                      |                      |                      |
| 10.                  | I’m Gonna Be                                                        | Post Bell Walsh                                                                    | Bell                          | 3:20                 |                      |                      |                      |                      |                      |
| 11.                  | Staring at the Sun (SZA közreműködésével)                           | Post Solána Rowe Bell Feeney Walsh Matt Tavares Seth Nyquist                       | Bell Frank Dukes Tavares      | 2:48                 |                      |                      |                      |                      |                      |
| 12.                  | Sunflower (Swae Lee-vel)                                            | Post Khalif Brown Bell Lang Walsh                                                  | Bell Lang                     | 2:38                 |                      |                      |                      |                      |                      |
| 13.                  | Internet                                                            | Post Kanye West Dacoury Natche Michael Tucker Bell                                 | Bell DJ Dahi BloodPop         | 2:03                 |                      |                      |                      |                      |                      |
| 14.                  | Goodbyes (Young Thug közreműködésével)                              | Post Jeffery Williams Lee Bell Walsh Val Blavatnik Jessie Foutz                    | Bell Lee                      | 2:56                 |                      |                      |                      |                      |                      |
| 15.                  | Myself                                                              | Post Joshua Tillman Bell Feeney Emile Haynie                                       | Bell Frank Dukes Haynie       | 2:38                 |                      |                      |                      |                      |                      |
| 16.                  | I Know                                                              | Post Bell Walsh                                                                    | Bell                          | 2:21                 |                      |                      |                      |                      |                      |
| 17.                  | Wow.                                                                | Post Bell Feeney Walsh Anthoine Walters                                            | Bell Frank Dukes              | 2:29                 |                      |                      |                      |                      |                      |
| 50:56                |                                                                     |                                                                                    |                               |                      |                      |                      |                      |                      |                      |

## Közreműködők
Zenészek
- Kaan Güneşberk – programozás, összes hangszer (5, 6)
- Anthoine Walters – háttérének (13)
- BloodPop – háttérének (17)

Utómunka
- Louis Bell – felvételek (összes), vokál producer (összes)
- Simon Todkill – felvételek (4)
- Paul LaMalfa – felvételek (7, 9)
- Anthony Cruz – felvételek (8, 10)
- A. Bainz – felvételek (14)
- Shaan Singh – felvételek (14)
- Dave Rowland – felvételek (15)
- Manny Marroquin – keverés (összes)
- Chris Galland – keverési asszisztens (összes)
- Robin Florent – keverési asszisztens (összes)
- Scott Desmarais – keverési asszisztens (összes)
- Jeremie Inhaber – keverési asszisztens (összes)
- Mike Bozzi – maszterelés (összes)

## Slágerlisták
| Slágerlista (2019–2020)                       | Legmagasabb pozíció |
| --------------------------------------------- | ------------------- |
| Ausztrália (ARIA Top 50 Albums)               | 1                   |
| Ausztria (Ö3 Austria Top 40)                  | 5                   |
| Belgium (Ultratop Flandria)                   | 1                   |
| Belgium (Ultratop Vallónia)                   | 12                  |
| Csehország (ČNS IFPI Albums Top 100)          | 1                   |
| Dánia (Hitlisten Album Top 40)                | 1                   |
| Dél-Korea (Gaon)                              | 85                  |
| Egyesült Királyság (UK Albums Chart)          | 1                   |
| Egyesült Királyság (Scottish Albums)          | 10                  |
| Észtország (Eesti Ekspress)                   | 1                   |
| Finnország (Musiikkituottajat Albumit Top 50) | 1                   |
| Franciaország (SNEP Album Top 100)            | 11                  |
| Hollandia (Dutch Charts Album Top 100)        | 1                   |
| Írország (IRMA Top 100 Artist Album)          | 1                   |
| Japán (Billboard Japan)                       | 93                  |
| Japán (Oricon)                                | 81                  |
| Kanada (Billboard Canadian Albums Chart)      | 1                   |
| Lengyelország (ZPAV Album Top 50)             | 18                  |
| Lettország (LAIPA)                            | 1                   |
| Litvánia (AGATA)                              | 1                   |
| Németország (Offizielle Top 100)              | 7                   |
| Norvégia (VG-lista Album Top 40)              | 1                   |
| Olaszország (FIMI Album Top 20)               | 3                   |
| Portugália (AFP Top 30 Albums)                | 11                  |
| Spanyolország (PROMUSICAE Top 100 Álbumes)    | 51                  |
| Svájc (Schweizer Hitparade Top 100 Albums)    | 3                   |
| Svédország (Sverigetopplistan Top 60 Albums)  | 3                   |
| USA Billboard 200                             | 1                   |
| USA Top R&B/Hip-Hop Albums (Billboard)        | 1                   |
| Új-Zéland (Recorded Music NZ Top 40 Albums)   | 1                   |

| Slágerlista (2019)                     | Pozíció |
| -------------------------------------- | ------- |
| Ausztrália (ARIA)                      | 8       |
| Ausztria (Ö3 Austria)                  | 34      |
| Belgium (Ultratop Flandria)            | 22      |
| Belgium (Ultratop Vallónia)            | 145     |
| Kanada (Billboard)                     | 6       |
| Dánia (Hitlisten)                      | 6       |
| Egyesült Királyság (OCC)               | 20      |
| Franciaország (SNEP)                   | 122     |
| Hollandia (Album Top 100)              | 5       |
| Izland (Plötutíóindi)                  | 16      |
| Írország (IRMA)                        | 18      |
| Norvégia (VG-lista)                    | 4       |
| Olaszország (FIMI)                     | 70      |
| Svájc (Schweizer Hitparade)            | 50      |
| Svédország (Sverigetopplistan)         | 12      |
| USA Billboard 200                      | 9       |
| USA Top R&B/Hip-Hop Albums (Billboard) | 5       |
| USA Rolling Stone 200                  | 4       |
| Új-Zéland (RMNZ)                       | 13      |

| Slágerlista (2020)                     | Pozíció |
| -------------------------------------- | ------- |
| Ausztrália (ARIA)                      | 7       |
| Ausztria (Ö3 Austria)                  | 26      |
| Belgium (Ultratop Flandria)            | 27      |
| Belgium (Ultratop Vallónia)            | 115     |
| Dánia (Hitlisten)                      | 9       |
| Egyesült Királyság (OCC)               | 15      |
| Franciaország (SNEP)                   | 152     |
| Hollandia (Album Top 100)              | 10      |
| Írország (IRMA)                        | 17      |
| Kanada (Billboard)                     | 1       |
| Németország (Offizielle Top 100)       | 98      |
| Norvégia (VG-lista)                    | 8       |
| Olaszország (FIMI)                     | 60      |
| Spanyolország (PROMUSICAE)             | 90      |
| Svájc (Schweizer Hitparade)            | 73      |
| Svédország (Sverigetopplistan)         | 15      |
| USA Billboard 200                      | 1       |
| USA Top R&B/Hip-Hop Albums (Billboard) | 1       |
| Új-Zéland (RMNZ)                       | 10      |

| Slágerlista (2021)                     | Pozíció |
| -------------------------------------- | ------- |
| Ausztrália (ARIA)                      | 38      |
| Ausztria (Ö3 Austria)                  | 37      |
| Belgium (Ultratop Flandria)            | 67      |
| Dánia (Hitlisten)                      | 32      |
| Egyesült Királyság (OCC)               | 62      |
| Hollandia (Album Top 100)              | 37      |
| Kanada (Billboard)                     | 12      |
| Norvégia (VG-lista)                    | 22      |
| Svédország (Sverigetopplistan)         | 58      |
| USA Billboard 200                      | 13      |
| USA Top R&B/Hip-Hop Albums (Billboard) | 6       |

## Minősítések
| Régió                        | Minősítés       | Példányszám |
| ---------------------------- | --------------- | ----------- |
| Ausztrália (ARIA)            | 2× Platinalemez | 140 000     |
| Brazília (Pro-Música Brasil) | 3× Platinalemez | 120 000     |
| Kanada (Music Canada)        | 6× Platinalemez | 480 000     |
| Dánia (IFPI Danmark)         | 3× Platinalemez | 60 000      |
| Franciaország (SNEP)         | Aranylemez      | 50 000      |
| Olaszország (FIMI)           | Platinalemez    | 50 000      |
| Új-Zéland (RMNZ)             | 2× Platinalemez | 30 000      |
| Lengyelország (ZPAV)         | Platinalemez    | 20 000      |
| Portugália (AFP)             | Aranylemez      | 7 500       |
| Szingapúr (RIAS)             | 2× Platinalemez | 20 000      |
| Egyesült Királyság (BPI)     | Platinalemez    | 300 000     |
| Egyesült Államok (RIAA)      | 4× Platinalemez | 4 000 000   |